# María del Tránsito Cabanillas
Chân phước María del Tránsito Cabanillas (15 tháng 8 năm 1821 - 25 tháng 8 năm 1885) là một tín hữu Công giáo Rôma người Argentina, thuộc Dòng Ba Phanxicô và người sáng lập của các Nữ tu sĩ truyền giáo Dòng Phanxicô. Khi tuyên khấn, bà nhận tên "María del Tránsito de Jesús Sacramentado".
Cabanillas đã được phong chân phước vào ngày 14 tháng 4 năm 2002.

## Đời sống
María del Tránsito Cabanillas sinh ra ở Argentina năm 1821, là người con thứ ba trong số mười người con của ông bà Felipe Cabanillas và Francisca Antonia Luján Sánchez. Ba người con của ông bà đã chết khi còn nhỏ trong khi một người anh em của María del Tránsito Cabanillas đã trở thành một linh mục và ba chị em khác cũng trở thành nữ tu. Những người còn lại kết hôn ở tuổi trưởng thành. Cha bà là hậu duệ của những người đến từ Valencia ở Tây Ban Nha và di cư đến Argentina vào nửa sau của thế kỷ thứ mười tám. Cha mẹ bà kết hôn vào năm 1816. Bà nhận được việc  cử hành nghi thức  Rửa tội của mình trong nhà nguyện của San Rocco bởi Linh mục Mariano Aguilar vào ngày 10 tháng 1 năm 1822. Bà được cử hành nghi thức của Bí tích Thêm Sức vào ngày 4 tháng 4 năm 1836.
Cabanillas được dạy dỗ trong thời gian thơ ấu của mình ở nhà và hoàn thành công việc học tập của mình ở Córdoba. Tại đó, bà chăm sóc cho người anh em chủng sinh của mình cho đến khi anh được phong chức vào năm 1853. Cái chết của cha bà vào năm 1850 đã khiến bà góa và các con của bà di chuyển đến nơi khác trong thị trấn gần nhà thờ San Roque. Bà hỗ trợ mẹ mình trong công việc nhà và chăm sóc anh chị em của mình. Cabanillas cũng đảm nhận công việc như một giáo lý viên và bà đến thăm người nghèo và bị bệnh.
Cái chết của mẹ bà vào ngày 13 tháng 4 năm 1858 khiến bà cân nhắc ơn gọi tu trì của mình. Việc này đã đẩy nhanh quyết tâm của bà để gia nhập Dòng Ba Phanxicô ở tuổi 37. Bà đã được tuyên khấn vào dòng năm 1859.
Năm 1871, bà gặp Isidora Ponce de León, người đang xây dựng một tu viện dòng Carmelite ở thủ đô Buenos Aires. Năm 1872, bà chuyển đến Buenos Aires và vào tu viện vào ngày 19 tháng 3 năm 1873; sau đó buộc phải ra đi vào tháng 4 năm 1874 vì sức khỏe kém. Tháng 9 năm sau, bà vào tu viện của các Nữ tu thăm viếng ở Montevideo ở Uruguay nhưng đã phải ra đi vài tháng sau đó do tái phát các chứng bệnh.
Cabanillas quyết định thành lập một viện nghiên cứu tập trung vào giáo dục và hỗ trợ mục vụ cho người nghèo và mồ côi. Các đồng tu Phanxicô khuyến khích bà trong khi linh mục Agustin Garzón dọn cho bà một ngôi nhà để cơ cấu viện nghiên cứu và hứa sẽ trợ giúp, liên lạc những người có thể phục vụ để giải quyết các vấn đề và cả cung cấp chuyên môn bổ sung. Bà nhận được phê duyệt cho dự án của mình vào ngày 8 tháng 12 năm 1878. Bà đã lập ra quy định của mình với các bạn đồng hành Teresa Fronteras và Brigida Moyano trong khi Franciscan Br. Quirico Porecca là giám đốc của viện. Ba người đã thực hiện các lời khấn của mình vào ngày 2 tháng 2 năm 1879 trong khi quy định được tổng hợp cho những người thuộc  dòng Phanxicô ngày 28 tháng 1 năm 1880.
Cabanillas qua đời vào ngày 25 tháng 8 năm 1885 do sức khỏe kém.